# Torpedowce typu Kantang
Torpedowce typu Kantang – syjamskie (tajlandzkie) torpedowce z lat 30. XX wieku. W latach 1936–1937 w japońskiej stoczni Ishikawajima w Tokio zbudowano trzy okręty tego typu. Jednostki weszły w skład Królewskiej Marynarce Wojennej Syjamu w czerwcu 1937 roku. W latach 1956–1958 w stoczni Bangkok Dock Company w Bangkoku zbudowano czwarty okręt typu, „Sattahip”, będący kopią japońskich jednostek. Ze służby wycofano je w latach 1970–1979, a następnie złomowano.

## Projekt i budowa
Trzy torpedowce typu Kantang zostały zamówione przez Syjam w Japonii w styczniu 1936 roku. Łączna wartość kontraktu opiewała na 721 000 bahtów (ok. 65 000 £). Okręty miały niską wolną burtę (a przez to niewielką dzielność morską) i słabe osiągi, będąc praktycznie patrolowcami z uzbrojeniem torpedowym. Ich zaletą była niska cena. Planowano zamówienie dwóch kolejnych okrętów tego typu, jednak nie doszło do tego. Dopiero po 20 latach, już w kraju zbudowano czwartą jednostkę, będącą kopią okrętów zbudowanych w Japonii.
Trzy pierwsze okręty typu Kantang zbudowane zostały w stoczni Ishikawajima w Tokio. Stępki okrętów położono w 1936 roku, zostały zwodowane 26 marca 1937 roku, a do służby w  Królewskiej Marynarce Wojennej Syjamu przyjęto je 21 czerwca tego roku. Czwarta jednostka powstała w stoczni Bangkok Dock Company w Bangkoku. Stępkę okrętu położono 21 listopada 1956 roku, został zwodowany 28 października 1957 roku, a w roku następnym przyjęto go do służby. Jednostki otrzymały numery taktyczne 5–8 oraz nazwy dystryktów prowincji Syjamu.
| Okręt           | Stocznia     | Początek budowy   | Wodowanie            | Wejście do służby |
| --------------- | ------------ | ----------------- | -------------------- | ----------------- |
| „Khlongyai” (5) | Ishikawajima | 1936              | 26 marca 1937        | 21 czerwca 1937   |
| „Takbai” (6)    | Ishikawajima | 1936              | 26 marca 1937        | 21 czerwca 1937   |
| „Kantang” (7)   | Ishikawajima | 1936              | 26 marca 1937        | 21 czerwca 1937   |
| „Sattahip” (8)  | Bangkok      | 21 listopada 1956 | 28 października 1957 | 1958              |

## Dane taktyczno–techniczne
Okręty były małymi, przybrzeżnymi torpedowcami. Długość całkowita wynosiła 42 metry (40 metrów między pionami), maksymalna szerokość 4,59 metra i zanurzenie 1,52 metra. Wyporność standardowa wynosiła 110 ton, a pełna 135 ton. Okręty napędzane były przez dwa zestawy turbin parowych Kampon o łącznej mocy 1000 koni mechanicznych (KM), do których parę dostarczały dwa kotły Kampon. Prędkość maksymalna napędzanych dwiema śrubami jednostek wynosiła 19 węzłów. Okręty zabierały 18 ton paliwa, co pozwalało osiągnąć zasięg wynoszący 480 Mm przy prędkości 15 węzłów.
Okręty wyposażone były w jeden podwójny aparat torpedowy kalibru 450 mm (18 cali). Uzbrojenie artyleryjskie stanowiło pojedyncze działa uniwersalne kalibru 76 mm (3 cale) Ansaldo A1917 L/50. Broń małokalibrową stanowiły dwa pojedyncze działka automatyczne kalibru 20 mm Breda L/65.
Załoga pojedynczego okrętu składała się z 31 oficerów, podoficerów i marynarzy.

## Służba
Okręty pełniły służbę w  Królewskiej Marynarce Wojennej przez kilkadziesiąt lat. Pod koniec okresu eksploatacji klasyfikowane były jako duże patrolowce. Trzy okręty „japońskie” z listy floty spisano w latach 1970–1972 i złomowano w latach 1973–1976. Najnowszy „Sattahip” służył do 1979 roku, a złomowano go w 1981 roku.